# Los osos Gummi
Los osos Gummi (en inglés, Adventures of the Gummi Bears) es una serie estadounidense de dibujos animados, emitida por primera vez en televisión en Estados Unidos y en otros países a finales de los años 1980. Producida y creada por The Walt Disney Company y estrenada el 14 de septiembre de 1985 por la American Broadcasting Company (ABC), la serie finalizó el 22 de febrero de 1991 (habiendo alcanzado 65 episodios). El programa The Disney Afternoon emitió más tarde una reposición.
La serie estaba inspirada en el caramelo gummi bear y también existió una línea de juguetes basados en ella.

## Historia
Los personajes de esta serie son siete osos antropomórficos, aunque aparecen también personajes humanos. Los capítulos toman lugar en tiempos medievales en un lugar llamado "Cañada Gummi" (Gummi Glen), que es el barrio de los gummi y está habitado por solo siete de ellos. Se sabe que en el mundo hay otros gummis. Por ejemplo se sabe que Grandes gummis están refugiados en distintos lugares esperando una señal para regresar. También se sabe que otros gummis viven en Ursalia. En cuanto a los aliados de los gummi, figuran personas como la Princesa Calla y Cavin, que viven en Dunwyn, junto a otros humanos y otros osos gummi. Su enemigo principal es el duque Igthorn, que cuenta con la ayuda de ogros para gobernar "Drakmor".
Los osos gummi adquirieron su habilidad para saltar tomando jugo de gummibaya. Si el jugo es consumido por humanos, estos obtienen (temporalmente) una fuerza sobrehumana (aunque esto sólo funciona una vez por día) y por ese motivo los osos mantienen la receta en secreto.

## Personajes principales
Los siete gummis que viven en el valle Gummi son: 
- Gruffi (voz por Bill Scott (primera temporada) y Corey Burton) – Perfeccionista y conservador de todo trabajo Gummi. Es el técnico del grupo y tiene una rivalidad con Grammi.
- Zummi (voz por Paul Winchell (primera temporada, parte 5) y Jim Cummings) – el "guardián de la colonia de sabiduría gummi, se volvió el mago paranormal con habilidad inestable. Frecuentemente se olvida de cosas importantes, incluso los hechizos, en el peor momento. También está muy desvalido cuando pierde sus gafas, además padece miedo a las alturas y esto trae problemas a los osos gummi frecuentemente.
- Grammi (voz por June Foray) – la matriarca del clan Gummi, ella cocina, limpia y prepara el jugo de gummibayas. Sus recetas, que a veces son completamente experimentales no siempre se aprecian por los otros.
- Tummi (voz por Lorenzo Music) – el glotón del grupo Gummi quien es un poco lento en pensar y actuar. Es un talentoso plantador.
- Sunni (voz por Katie Leigh) – la adolescente del grupo que a menudo se rebela contra el clan pero aprende sus lecciones en el futuro. Es aficionada a las modas.
- Cubbi (voz por Noelle North) – el gummi más joven. Un caballero ambicioso, siempre está buscando la aventura. A menudo sus hallazgos, debido a su juventud, no son tomados en serio por los otros. Cuando el crimen acecha, usa la identidad enmascarada del Vengador Carmesí (Escarlata en la versión Latina).
- Gusto (voz por Rob Paulsen; introducido en la segunda temporada) - el gummi artístico e individualista, vive fuera de la Cañada de Gummi con su amigo el Tucán (Artie Deco) (la voz original la efectúa el creador de la historia de la serie, Jymn Magon). Gusto es un artista muy creativo con humores mercuriales que dependen de qué bien vaya apreciándose su trabajo. A veces va a la Cañada de Gummi para visitar al resto de gummis.

## Personajes aliados
- Cavin (voz por Christian Jacobs, Brett Johnson, David Faustino, Jason Marsden, R.J. Williams) – Cavin es el escudero de Sir Tuxford, el caballero de más rango en la corte del rey Gregor. Cavin conoce a los osos gummi en el primer episodio. Posee ambición como Cubbi, para volverse un caballero. Cavin también tenía el medallón, dado a él por su abuelo que abrió El gran libro de Gummi la fuente de toda la sabiduría Gummi. El joven está enamorado de Princesa Cala.
- Princesa Cala (voz por Noelle North) – Princesa Calla es la hija de Rey Gregor, gobernante de Dunwyn. Esta posee un carácter aventurero y no le gusta ser tratada de forma diferente por ser mujer. Calla también conoce a los osos Gummy y es la amiga íntima de Sunni. Odia las circunstancias que vienen por pertenecer a la realeza mientras desea ser involucrada más en la gobernación y defensa del reino.
- El Rey Gregor (voz por Michael Rye) – el rey Gregor es el gobernante de Dunwyn. Es una figura valiente y protege a su pueblo de los villanos como el duque Igthorn con la ayuda de Sir Tuxford y sus caballeros. Gregor desconoce la existencia de los osos gummi o sus numerosas participaciones en la salvación del reino. Su orgullo y alegría es su hija, Cala.
- Sir Tuxford (voces por Bill Scott, Roger C. Carmel, Brian Cummings) – Sir Tuxford es el caballero del rango jerárquico más alto en la corte de Rey Gregor. Es un personaje más viejo, jovial, siempre preparado para una lucha. El señor Tuxford lidiar a los caballeros del Castillo Dunwyn y es la fuerza principal que mantiene al lejos Duque Igthorn y sus ogros. Su frase es a menudo "Yo estoy seguro, yo no sé, Señor" cuando cuestiona el rey Gregor las situaciones presentes.
- El Señor Gawain – el abuelo de Cavin que también originalmente encontró el Medallón Gummy que Cavin había estado llevando hasta que él lo diera a los osos gummi. Es muy idealista y ama decir cuentos sobre los osos gummi en cada ocasión conveniente. Se ha encontrado a los osos de Cañada de Gummi, pero ignora que Cavin los conoce también.
- Los Barbics – un grupo de osos gummi más salvajes que habían sido expulsados fuera de su casa por los humanos y habían encontrado el refugio en Ursalia. Los personajes principales son Ursa, su líder hembra, Arenisco, la mano derecha tuerta de Ursa, y "el Compañero", su jovenzuelo que se pone amistoso con sus compañeros Sunni y Cavin.
- Los Gummadoon Gummies – los habitantes de una ciudad Gummi que usó la magia para desaparecer de una horda de humanos hostiles. Aparecen cada 500 años, durante un día. Los personaje principales son Consejeros Wooddale y Berrybowum, y los caballeros "el Señor Animoso", "el Señor Blastus" y "el Señor Gumlittle".
- El Señor Víctor – un paladín famoso en el reino de Dunwyn. Es el hermano gemelo de Igthorn y avergonzado de la traición de su familia él ha tomado el camino de justicia para reparar sus pecados. Se ha transformado en ídolo de Cavin y amigo, pero ignora la existencia de los osos gummi. Puede asimilar cualquier insulto a él, pero no a su Destino de corcel (steed Destinity), tiene la habilidad de hacer a las señoras desmayarse cuando besa sus manos.
- María, la hija del rey Jean-Claude, el gobernante del reino vecino de Dunwyn. Originalmente estropeada y malcriada, ella consideró a Cala un rival y se metió una lucha con ella en cada ocasión. Después de que ambas se salvaron por los osos gummi, ella ha madurado considerablemente y ha sido ahora una de las amigas más buenas de Cala.
- Chomi Gummi – Es un aventurero gummi que partió con su dirigible de una ciudad donde habían desaparecido los gummis. Va buscando en las otras grandes ciudades gummis y nuevas aventuras.

## Personajes enemigos
- Duque Igthorn (Michael Rye) – antiguo caballero de Dunwyn, fue desterrado por conspirar contra el rey Gregor, encontrando refugio en el castillo de Drekmore, donde formó un ejército de ogros. Es un villano de mal genio y maquinador que pretende conquistar Dunwyn a toda costa. Tras encontrar a los osos gummi, trató de utilizar sus secretos para llevar a cabo sus planes, pero estos siempre se ven frustrados. En el episodio "El Caballero Blanco" se descubre que tiene un hermano llamado Sir Víctor que lucha contra el crimen, siendo la antítesis de Igthorn, descubriéndose también que el primer nombre de Igthorn es Sigmund.
- Toadie (Bill Scott, primera temporada / Corey Burton), Sapito en Latinoamérica. – es el ogro más pequeño de Drekmore y lacayo de Igthorn, siendo el segundo al mando. De carácter paciente suele ser castigado o amenazado por el duque y sus ogros. También es (por un pequeño margen) el más inteligente de los suyos. Cuando Ightorn se enoja con él, lo llama "Sapo Necio".
- Lady Bane (Lady Ponzoña en español) – la bruja malvada de la serie. Posee un medallón gummi muy parecido al de Zummi y ansía cualquier tipo de poder (incluyendo a los osos gummi). Es ayudada por una especie de chacales llamados Troggles e incluso por el duque Igthorn, que está enamorado de ella, cosa que molesta enormemente a Lady Bane.
- Los Ogros – es el ejército del Duque Igthorn. Fuerte y numeroso (proporcional a su falta de inteligencia); suelen llamar a su señor como "Iggy" o "Duquito". Su incompetencia a menudo pone en peligro los planes "ingeniosos" de su duque, lo que lo vuelve loco y lo llevan al borde de la desesperación. Solo se conoce el nombre de dos de ellos: Zook (de piel verde y pelo naranja) y Gad (piel violeta y casco metálico), que son una especie de guardaespaldas del Duque (Sus nombres provienen de Gadzooks).
- Los Troggles – son los esbirros de Lady Bane. Una especie de chacales vestidos con ropa de pajes, que sirven a Lady Bane. Son muy  torpes y asustadizos y bastante incompetentes a la hora de ejecutar los planes, aunque son algo más inteligentes que los ogros. Tienen por costumbre hablar repitiendo la última palabra que les dicen.
- Los trolls – una banda de ladrones enanos y de piel verde que intentan hacer lo mejor para mejorar su posición a expensas de otras personas. Son muy hábiles en el robo de cosas y el uso de dispositivos mecánicos (principalmente trampas y armas, como una metralleta de nogal). Finalmente son vencidos por los osos y sus amigos y capturados por los caballeros del rey Gregor siendo enviados al calabozo en el castillo de Dunwyn.
- Carpies – una raza de criaturas parecidas a los buitres que viven en la escarpada montaña Carpy. Capturaron a Sunni dos veces – primero por su talento cantando, y luego para que fuese su rey (o más bien su reina). A su temido rey se le conoce como Rey Carpy , un cruel ser que es derrotado por los Gummis y sucedido por Bobo el Dodo.
- Zorlok – un mago malvado que es ayudado por una rata monstruosa y zoquete llamada Grot. Fue encerrado por los antiguos Gummies en una prisión mágica y trata de robar el gran libro de hechizos para regresar a Dunwyn y conquistar el mundo.
  - Grot – una inofensiva rata que habitaba en la cueva donde estaba encerrado Zorlok. El mago la hechizó convirtiéndola en un monstruoso lacayo que ejecutaba sus planes. Es bastante bobo aunque por lo general cumple bien las órdenes de Zorlok.
- Unwin (Will Ryan) – Escudero de Dunwyn. Es bastante camorrista y fanfarrón, y siempre la toma con Cavin.

## Jugo de gummibaya
El jugo de gummibaya es una poción preparada por los osos gummi, utilizando gummibayas. Esta poción les da a los osos gummi la capacidad de saltar muy alto y rebotar por un tiempo limitado, y una fuerza sobrehumana por algunos segundos a los humanos que la beben. Los efectos en los humanos sólo pueden ser utilizados una vez al día. Si se bebe en grandes cantidades, se pueden ver resultados inesperados.
El jugo de Gummibaya es preparado mezclando seis puños de bayas rojas, cuatro de anaranjadas, tres moradas, cuatro azules, tres verdes y una amarilla, además de otros ingredientes desconocidos. La receta finaliza al revolver en tres pasos: primero despacio hacia la derecha, seguido por despacio hacia la izquierda y golpear la olla para eliminar las burbujas. Errores durante la preparación pueden resultar en explosiones.

## Lugares
- Gummi Glen
- Dunwyn
- Castillo Drekmore
- Ursalia
- Nuevagombria
- Montaña Carpy
- Castillo de Lady Bane

## Cameos
- Darkwing Duck (1991-1992)
- Robot Chicken (2012)

## Episodios
1. A New Beginning
2. A Gummi In A Gilded Cage
3. Sweet And Sour Gruffi / Little Bears Lost
4. A Recipe for Trouble / Gummi in a Strange Land
5. A Gummi A Day Keeps The Doctor Away / Duel of the Wizards
6. Do Unto Ogres / Loopie Go Home
7. Wings Over Dunwyn
8. Never Give A Gummi An Even Break / The Sinister Sculptor
9. A Gummi By Any Other Name
10. The Secret of the Juice
11. Night of the Gargoyle / Can I Keep Him
12. The Oracle / Someday My Prints Will Come
13. Toadie's Wild Ride / The Fence Sitter
14. Zummi Makes It Hot / My Kingdom For A Pie
15. Light Makes Right
16. For a Few Sovereigns More / Over the River and Through the Trolls
17. If I Were You / Faster Than a Speeding Tummi
18. Up, Up, And Away
19. The Crimson Avenger
20. My Gummi Lies Over The Ocean
21. Color Me Gummi / Gummi Dearest
22. You Snooze, You Lose / Good Neighbor Gummi
23. Bubble Trouble / Close Encounters of a Gummi Kind
24. For Whom The Spell Holds
25. A Hard Dazed Knight / Mirthy Me
26. The Knights of Gummadoon
27. Just a Tad Smarter / Too Many Cooks
28. Gummies Just Want To Have Fun / Eye of the Beholder
29. Day of the Beevilweevils
30. Gummi's at Sea
31. Girls Knight Out / Guess Who's Gumming to Dinner
32. Music Hath Charms / A Tree Grows in Dunwyn
33. The Crimson Avenger Strikes Again / There's No Place Like Home
34. Zummi in Slumberland / Tummi's Last Stand
35. Ogre Baby Boom / Water Way To Go
36. He Who Laughs Last
37. Dress for Success / Presto Gummo
38. Top Gum
39. A Knight to Remember / Snows Your Old Man
40. Friar Tum / The White Knight
41. The Magnificent Seven Gummies
42. Ogre For a Day
43. Princess Problems / Boggling The Bears
44. The Road to Ursalia
45. What You See Is Me / Bridge Over The River Gummi
46. A Gummi Is a Gummi's Best Friend / When You Wish Upon a Stone
47. Return to Ursalia
48. Life of the Party / The World According To Gusto
49. Let Sleeping Giants Lie / A-Hunting We Will Go
50. Beg, Burrow and Steal
51. A Gummi's Work is Never Done
52. Tuxford's Turnaround
53. Thornberry To The Rescue
54. True Gritty
55. Patchwork Gummi
56. Trading Faces
57. May The Best Princess Win
58. The Rite Stuff
59. Toadie The Conqueror
60. Once More, The Crimson Avenger
61. Tummi Trouble
62. Rocking Chair Bear
63. Queen of the Carpies
64. King Igthorn (1)
65. King Igthorn (2)
66. Tummi Trouble
67. Rocking Chair Bear
68. Trading Faces
69. May the Best Princess Win
70. Wings Over Dunwyn
71. The Rite Stuff